# Champaign-Urbana
 (février 2023).
Si vous disposez d'ouvrages ou d'articles de référence ou si vous connaissez des sites web de qualité traitant du thème abordé ici, merci de compléter l'article en donnant les références utiles à sa vérifiabilité et en les liant à la section « Notes et références ».
Champaign-Urbana est une aire métropolitaine des États-Unis située dans le centre de l'Illinois. Ses villes principales sont Champaign et Urbana et elle abrite l'Université de l'Illinois à Urbana-Champaign, principal campus de l'Université de l'Illinois.

Panorama de l'Université de l'Illinois à Urbana-Champaign.

## Arts et culture

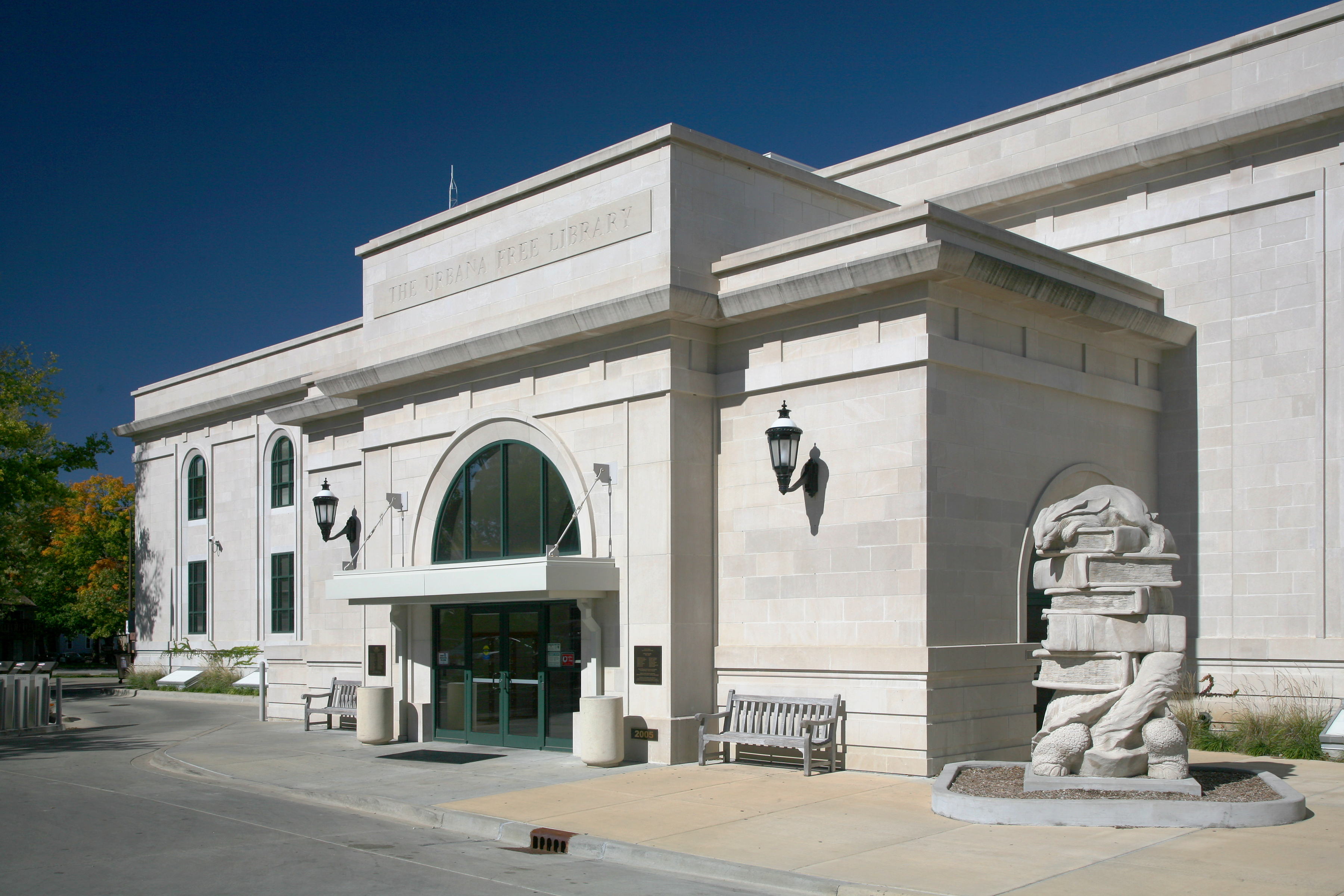
Bibliothèque d'Urbana.
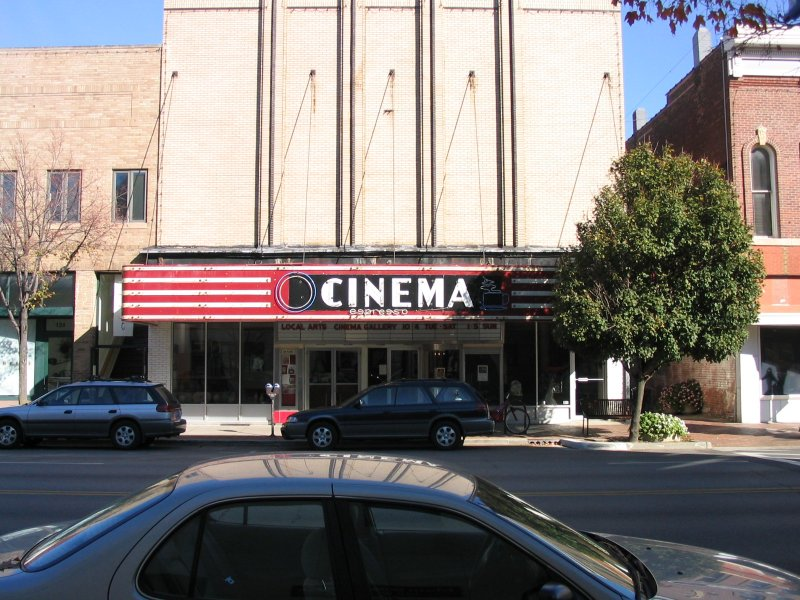
Cinéma café à Urbana.

## Personnalités liées à Champaign-Urbana
- Saul Perlmutter, prix Nobel de physique 2011, est né à Champaign-Urbana en 1959.